# Michel Croz
Pour le personnage, voir Les Deux Étendards.
Michel Croz est un guide chamoniard, né le 29 avril 1830 au hameau du Tour, commune de Chamonix-Mont-Blanc, et mort le 14 juillet 1865 sur le Cervin.
Il est « le seul qui à l'âge d'or de l'alpinisme a su rivaliser, mais avec quel brio, avec les grands guides suisses ». Il est mort dans la chute collective qui suivit la première ascension du Cervin, le « pic le plus inaccessible des Alpes », selon l’alpiniste britannique Edward Whymper qui organisa l'ascension fatale.

## Biographie

### Famille et jeunesse

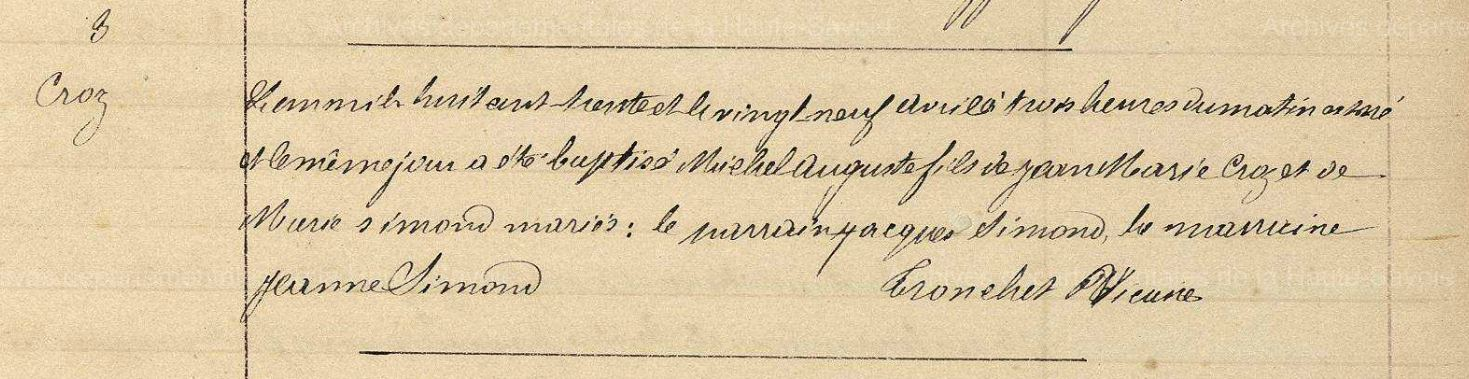
1830.04.29 - Acte de naissance-baptême de Michel Croz.

Michel Auguste Croz naît le 29 avril 1830 au sein de la paroisse d'Argentière, commune de Chamonix, du mariage de Jean Marie Croz et de Marie Simond. La Savoie fait alors partie du royaume de Sardaigne. Né dans le hameau du Tour, le plus élevé de Chamonix, il y réside toute sa vie avec son frère aîné Jean-Baptiste Croz (1828 - 7 octobre 1905), qui sera lui aussi un guide réputé, et avec ses sœurs. Michel Croz est paysan cordonnier. 

### Renommée au service de William Mathews

Michel Croz.

Ce n'est qu'en 1859 qu'il est engagé par l'Anglais William Mathews, un des fondateurs de l'Alpine Club, pour l'ascension du mont Blanc. En septembre 1859, William Mathews se rend dans la Tarentaise, à la recherche du mont Iseran, un sommet de plus de 4 000 m indiqué sur les cartes d'État-major sardes. Il découvre que les habitants disent « mont Iseran » pour parler du col entre Tarentaise et Maurienne (qu'il franchit par un sentier muletier) et que personne ne connaît de grand pic neigeux dans la région. Pour en avoir le cœur net Mathews revient en 1860. Son ancien guide Jean-Baptiste Croz étant déjà retenu, il engage son frère Michel Croz et un porteur (Michel Ducroz selon Coolidge), qu'ils retrouve à Moûtiers. Ensemble ils font le 5 août l'ascension de la Grande Sassière, par grand beau temps : « nous observâmes alors au sud où nous aurions dû apercevoir à seulement 8 miles le puissant pic de l'Iseran, les dominant de ses 13 000 pieds d'altitude ; mais rien de la sorte n'était visible. ». Le compte-rendu de Mathews à l'Alpine Club (avec celui de John Jermyn Cowell) détruira définitivement le mythe du mont Iseran. Ils découvrent aussi au sommet de la Grande Sassière un cairn et des fragments de croix, et ils apprirent par la suite que la première ascension aurait été faite par un habitant de Tignes, Bertrand Chaudant (ou Chaudan), une cinquantaine d'années auparavant. Le 8 août, ils réussissent, avec Étienne Favre, un chasseur de chamois de Pralognan, la première ascension de la Grande Casse, où Croz dut tailler 1 100 marches dont 800 à la hache.
En 1861, Frederick William Jacomb et William Mathews engagent Croz et son frère Jean-Baptiste (« Two worthy icemen and worthy fellows ») pour rechercher un passage au sud du Grand Combin pour compléter la Haute Route de Chamonix à Zermatt. Après un premier essai infructueux, et pendant que Mathews malade se rend à Aoste par le col du Grand-Saint-Bernard, Jacomb et les Croz font le 7 août 1861 la première traversée du col du Sonadon, puis la première ascension du mont Gelé le 11 août 1861.
Le 13 août, Mathews étant remis, ils gravissent un sommet de la Tête du Ruitor, puis passent en Tarentaise pour tenter le mont Pourri. Le 15, ils font par erreur la première ascension du dôme de la Sache, deux kilomètres trop au sud.
Le 23 août, avec Mathews ils réalisent la première traversée du Felikjoch entre le Liskamm et Castor. Arrivés facilement au col, Michel va faire avec Mathews et Jacomb la première ascension de Castor, pendant que Jean-Baptiste Croz inquiet, va explorer la descente : « During the ascent Jean Croz had been indulging a favourite propensity of predicting difficulties, — a bad habit in guides which ought always to be discouraged, and for which we were obliged to rebuke him. Refusing to place reliance on my unsupported assurance that the Glacier des Jumeaux was particularly easy, he went forward to pioneer the descent. We, on the other hand, knowing that the Twins were as yet unclimbed, had resolved to bag them both, and Michel was already at work with his axe cutting steps along the ridge. »
Le 30 août, ils réussissent la première ascension du mont Viso.
Ils se séparent ensuite, Jacomb et Jean-Baptiste Croz partant pour le mont Blanc, Mathews et Michel Croz continuant leurs explorations en Maurienne, reconnaissant la dent Parrachée et le mont Pourri depuis le dôme de Polset le 5 septembre. Après le départ de Mathews, Michel Croz fera finalement seul la première ascension du mont Pourri, le 4 octobre.
En 1862 il fait la traversée du col des Écrins avec Francis Fox Tuckett. Le 5 août, il accompagne, avec son frère Jean-Baptiste, William Mathews et Thomas George Bonney pour la seconde ascension du mont Pourri.
Le 26 août les deux Croz, Mathews et Bonney font une tentative à la barre des Écrins. Michel Croz parvient en taillant des marches au col entre la barre et le dôme des Écrins, puis à prendre pied sur l'arête elle-même. Il constate que l'arête semble praticable, mais que les conditions sont très mauvaises avec de la neige inconsistante sur de la glace dure. Ne pouvant redescendre par le même chemin, il taille des marches en descendant dans la face, pendant que Jean-Baptiste, inquiet, le rejoint en taillant également.
En 1863, il effectue la traversée des Grandes Rousses avec de nouveau Matthews. La même année, dans son Guide to the Western Alps, John Ball place Jean-Baptiste et Michel Croz dans la liste des meilleurs guides connus, en notant que Michel est généralement considéré comme le plus hardi des deux.
Il est « le seul qui à l'âge d'or de l'alpinisme a su rivaliser, mais avec quel brio, avec les grands guides suisses », selon Sylvain Jouty et Hubert Odier.

### Accident tragique au service d'Edward Whymper
À partir de 1864, Mathews s'étant retiré de l'alpinisme, Michel Croz rencontre Whymper pour une nouvelle série (traversée de la brèche de la Meije, barre des Écrins) en compagnie du grand guide oberlandais Christian Almer. « Réunir Croz et Almer était un coup de maître » déclare Whymper. Les deux guides s'entendent et se complètent admirablement. Dans le massif du Mont-Blanc aussi les premières s'enchaînent : col du Triolet, mont Dolent, aiguille d'Argentière, Grandes Jorasses et traversée du col du Dolent. C'est l'âge d'or de l'alpinisme.
En 1865, Whymper qui cherche depuis des années à conquérir la cime tant convoitée du Cervin, se joint à Charles Hudson qui avait engagé Michel Croz pour cette ascension. Le 14 juillet, le guide mène à la victoire une lourde cordée de sept alpinistes : le vieux guide Pierre Taugwalder et son fils comme porteur, Lord Francis Douglas, Douglas Hadow, Charles Hudson et Edward Whymper. Après « une heure bien remplie de vie glorieuse » au sommet, c'est la tragique descente : Hadow perd l'équilibre et entraîne Croz, Douglas et Hudson dans une chute mortelle. Michel Croz disparaît à 35 ans.

### Postérité

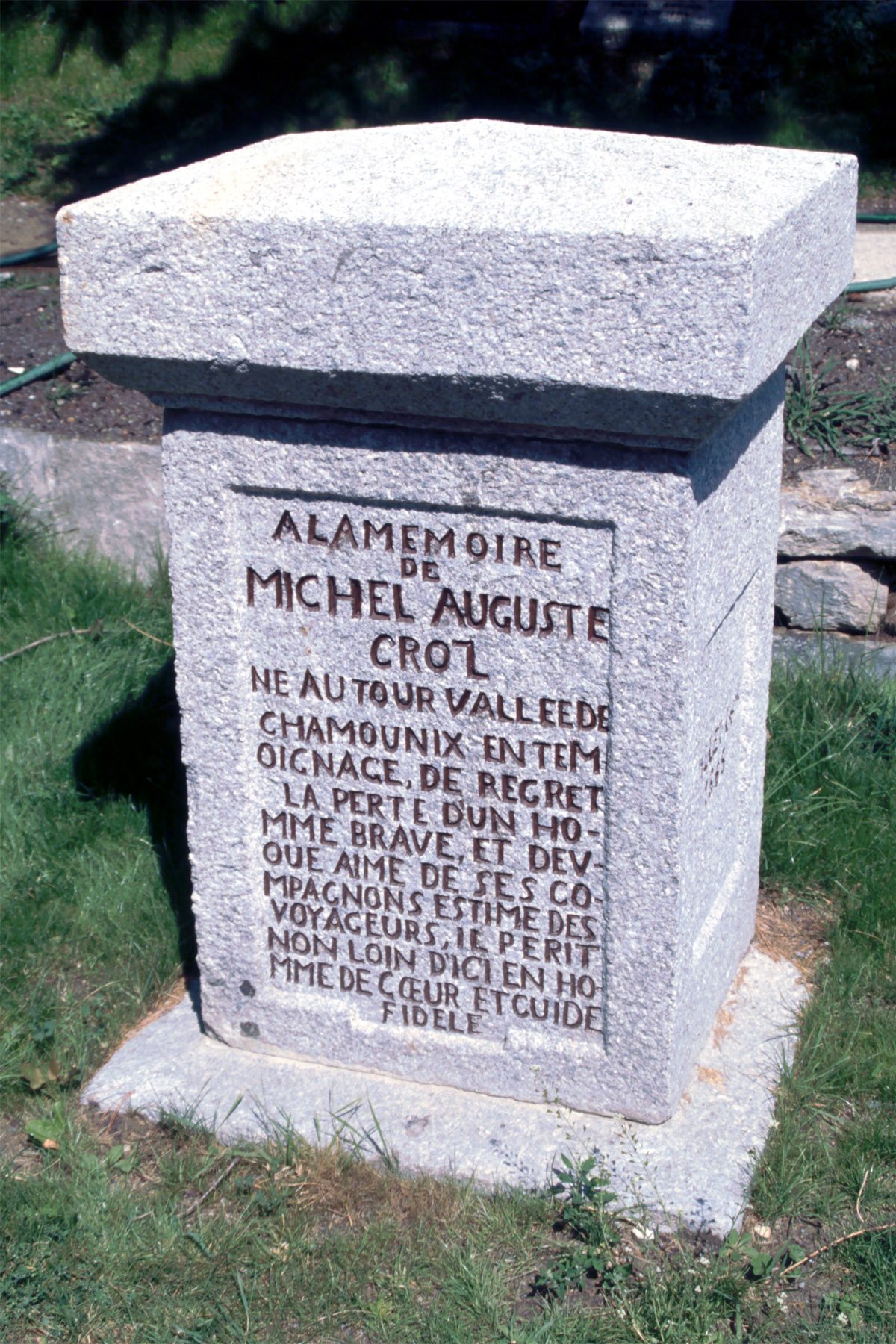
La tombe de Michel Croz à Zermatt.

Edward Whymper a déclaré : « Quand il s'élevait au-dessus de la foule des hommes ordinaires, dans les circonstances qui exigeaient l'emploi de sa force prodigieuse et de la connaissance incomparable qu'il avait des glaces et des neiges, alors seulement on pouvait dire que Michel Croz se sentait complètement et réellement heureux ».
Pour William Mathews, « de 1860 à sa mort en 1865 il fut au tout premier rang des guides alors disponibles pour les ascensions difficiles ».
Michel Croz est réputé pour son flair de grimpeur et pour sa force. Il est d'une vigueur exceptionnelle, même pour l'époque où les forts des campagnes ne manquaient pas. Croz soulève et tient un homme de 75 kg à bras tendus. Whymper l'a dit : « sans Croz je n'aurais probablement jamais fait l'ascension du Cervin ».
En 1927, sur proposition de Charles Vallot le sommet central des Grandes Jorasses est nommé en son honneur pointe Michel Croz (ou pointe Croz).
Depuis 2010, Michel Croz est représenté sur une fresque monumentale peinte au numéro 76 de la rue Paccard à Chamonix. Il fait partie des vingt personnages qui ont été peints en trompe-l’œil sur une surface de 160 mètres carrés. On peut le reconnaître au niveau du bureau des guides de Chamonix,.